# Indicción
La indicción (del latín indictio, griego antiguo ἰνδικτίων) es un periodo de quince años establecido en el calendario bizantino por el emperador romano Constantino en el año 312, probablemente con ocasión de exigir un tributo. 
Probablemente tal cómputo tuvo su origen en Egipto donde cada cinco años, a causa de las crecidas del Nilo, se «indiccionaba» un censo fiscal. Al llegar el siglo IV d. C., el cálculo se extendió a todo el imperio romano, pero la duración pasó a ser de quince años: la indicción aparece indicada solo en los documentos de carácter fiscal. Más tarde, por decisión del emperador Constantino fue adoptada desde el año 313 d. C. como elemento cronológico de todos los documentos.
En el siglo VI, Justiniano fijó la indicación del año indiccional en las normas del Corpus Iuris Civilis que hablan de la confección de los documentos; por ello, su uso se mantiene durante toda la Edad Media, más aún, durante la Alta Edad Media es uno de los criterios de datación más certeros ya que otros métodos como el de los anales del consulado van perdiendo funcionalidad o, en el caso de calendarios cristianos, tienen demasiadas variantes.
En las ciencias auxiliares de la historia, especialmente en diplomática, es útil obtener la indicción en relación con un año de la era cristiana puesto que el resultado permite tener un término de comparación con el fin de fijar la fecha exacta de emisión de un documento, además de establecer por este medio su autenticidad.
La indicción como ciclo temporal estuvo muy en uso en las cancillerías reales de la Edad Media y hasta el siglo XX en la del sumo pontífice. Se distingue:
- Indicción romana. Empieza el 1.º de enero.
- Indicción griega. Empieza en el mes de septiembre contándose la griega común o bizantina desde el 1.º del mes y la imperial desde el 24 del mismo.

El año indiccional se puede obtener de dos maneras: o se calcula, o se busca en alguna tabla de libros de cronología. 

## El cálculo
Para hallar la indicción de un año cualquiera en la Era Cristiana hay que proceder de la siguiente manera: 
Se añaden tres unidades al número del año en cuestión; se divide la suma por 15 y el resto de la parte entera expresará la indicción correspondiente. Si no quedara resto la indicción es el mismo número 15. (Es decir, el resto es la indicción, pero si el resto es cero la indicción es 15). De este modo obtenemos el número del año dentro del ciclo (no el número de ciclos transcurridos desde la fecha normal o proléptica).
A título de ejemplo presentamos tres casos:
- Para conocer a que año de la indicción corresponde el año 1969.

— Primera operación: 1969 + 3 = 1972
— Segunda operación: 1972 / 15 = 131 con resto de la parte entera 7.
El resultado indica que 1969 corresponde al 7.º año de la indicción.
- Para conocer a que año de la indicción corresponde el año 1932.

— Primera operación: 1932 + 3 = 1935
— Segunda operación: 1935 / 15 = 129 con resto 0.
El resultado indica que 1932 corresponde al 15.º año de la indicción.
- Para conocer a que año de la indicción corresponde el año 2008.

— Primera operación: 2008 + 3 = 2011
— Segunda operación: 2011 / 15 = 134 con resto de la parte entera 1.
El resultado indica que 2008 corresponde al 1.er año de la indicción.
Teniendo en cuenta que 313 d. C. es el inicio de la primera indicción, entre esta fecha y el 2008 hay 113 indicciones. Así en 2008 da comienzo el 1º año de la Indicción CXIV.
Es necesario recordar que calcular una indicción no implica haberla «verificado» pues durante toda la Edad Media y Moderna conviven distintos días para el inicio del año. En algunos lugares el año puede comenzar el primero de enero (estilo de la circuncisión), en otros el primero de marzo (estilo véneto), en otros el primero de septiembre (estilo bizantino). Por tanto, también el cálculo de las indicciones ha de tomar en cuenta esos elementos.